# Verdrag van Constantinopel (1724)

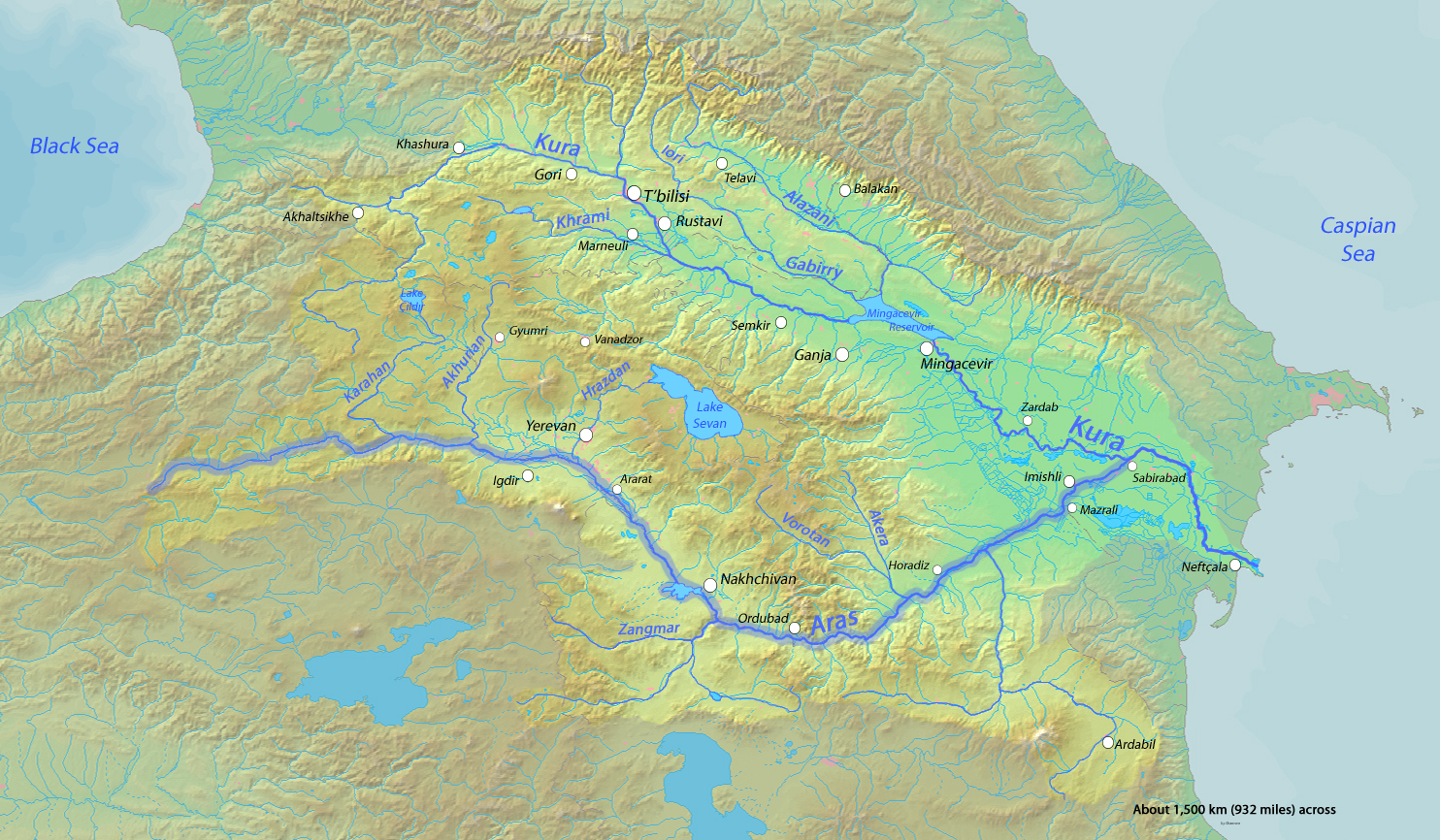
Alles ten westen van de samenloop tussen de Koera en de Aras behoorde tot de Ottomaanse Rijk

Het Verdrag van Constantinopel, Russisch-Osmaanse Verdrag of het Verdrag van de verdeling van Perzië van 1724 was een verdrag tussen het Ottomaanse Rijk en het Russische Rijk, waarbij zij grote delen van Perzië verdeelden.
De Russen en de Ottomanen waren verwikkeld in een race om Iraanse gebieden te bezitten. Toen ze overgingen tot oorlog voeren om Gandjeh intervenieerde Frankrijk, met Frankrijk als tussenpersoon konden de twee regeringen een verdrag sluiten in Constantinopel op 12 juni 1724. Zo werd het land verdeeld, alles ten oosten van de samenloop van de rivieren Koera en Aras werd gegeven aan de Russen en de landen in het westen ervan ging naar de Ottomanen.